# لاندمارك العالمية
لاندمارك العالمية (المعروفة سابقًا باسم لاندمارك للتعليم)، أو ببساطة لاندمارك، هي شركة تقدم برامج لتطوير الذات ومقرها في سان فرانسيسكو.
بدأت الشركة الحالية بترخيص حقوق استخدام الملكية الفكرية التي يملكها ورنر إرهارد مؤسس منظمة إي إس تي (إرهارت للحلقات التدريبية). طوّرت لاندمارك وقدمت برامج متابعة وبرامج إضافية متعددة. تقوم شركة «مجموعة فانتو» التابعة لها بتسويق التدريب والاستشارات وتقديمها للمنظمات.

## لمحة تاريخية
تأسست لاندمارك في يناير 1991 بجهود العديد من مقدمي برنامج تدريبي يعرف باسم «المنتدى». رخّصت لاندمارك حقوق الملكية الفكرية للمنتدى من فيرنر إرهارت وشركائه. قدمت الشركة الجديدة دورات مماثلة ووظفت العديد من نفس الموظفين. تم تحديث المنتدى وتقليص مدته من أربعة أيام إلى ثلاثة، وسُمّيت هذه الدورة التدريبية المنقحة باسم «منتدى لاندمارك»، الذي واصل التحديث على مر السنين. وقد طَوّر منذ ذلك الحين نحو 55 دورة تدريبية إضافية يقدمها في 23 دولة حول العالم.
وفقًا لشركة لاندمارك، يتشاور فيرنر إرهارت (مؤسس منظمة إي إس تي للتدريب التي استمرت من عام 1971 إلى عام 1984، عندما حل محلها المنتدى) من وقت لآخر مع فريق البحث والتصميم الخاص بها.
جرى تداول الشركة كشركة لاندمارك للتعليم منذ مايو 1991. في يونيو 2003، أُعيدت هيكلة الاسم وأصبح لاندمارك للتعليم إل إل سي، وفي يوليو 2013، تم تغيير الاسم إلى لاندمارك العالمية إل إل سي.
ذكرت لاندمارك أنها لم تدفع أبدًا رسومًا لإرهارت بموجب اتفاقية الترخيص، وأنها اشترت الملكية الفكرية في المنتدى والدورات الأخرى بحلول عام 2002.

## الأعمال الحالية
اعتبارًا من عام 2013، تمثلت الأعمال الأساسية لشركة لاندمارك العالمية بتقديم الحلقات والدورات التدريبية التي تهدف إلى تحسين الإنتاجية الشخصية والحيوية ومهارات التواصل وصنع القرار. بعض هذه الدورات مكثفة لمدة يومين أو ثلاثة أيام؛ تقيم لاندمارك دورات أخرى كحلقات أسبوعية مدتها ثلاث ساعات على مدار ثلاثة أشهر. تعلن المنظمة أيضًا عن برامج تدريبية مدتها ستة أشهر واثنا عشر شهرًا في مواضيع مثل القيادة والعمل الجماعي والتحدث أمام الجمهور. تتطلب بعض الدورات من المشاركين بدء مشروع مجتمعي، وتُنظَّم هذه الدورات لدعمهم في تصميمه وتنفيذه.
تعمل لاندمارك العالمية كشركة خاصة ربحية مملوكة للموظفين. وفقًا لموقع لاندمارك، يمتلك موظفوها جميع أسهم الشركة، مع عدم امتلاك أي فرد لأكثر من 3٪. ذكرت الشركة أنها تستثمر فوائضها في إتاحة برامجها ومبادراتها وخدماتها على نطاق أوسع.
اعتبارًا من عام 2013، ذكرت الشركة أن أكثر من 2.4 مليون شخص شاركوا في برامجها منذ عام 1991. تعقد لاندمارك الحلقات التدريبية في نحو 115 موقعًا في أكثر من 21 دولة. سجلت لاندمارك إيرادات بلغت حوالي 81 مليون دولار اعتبارًا من عام 2011.

### الاستشارة في مجال الأعمال
تأسست «مجموعة فانتو» في عام 1993 باسم لاندمارك لتنمية الأعمال التجارية (LEBD)، وهي شركة تابعة مملوكة بالكامل، وتستخدم منهجية لاندمارك لتوفير الخدمات الاستشارية للشركات والمؤسسات الأخرى. أجرت كلية مارشال للأعمال التابعة لجامعة كاليفورنيا الجنوبية (USC) دراسة حالة في عام 1998 حول عمل LEBD مع شركة نيوزلندا للفولاذ. وخلص التقرير إلى أن مجموعة التدخلات في المنظمة أنتجت تحسنًا في السلامة بنسبة 50٪، وانخفاضًا في التكاليف المرجعية الرئيسية بنسبة 15٪ إلى 20٪، وزيادة بنسبة 50٪ في العائد على رأس المال، وزيادة بنسبة 20٪ في إنتاج الفولاذ الخام. أصبحت LEBD تعرف باسم مجموعة فانتو في عام 2008.

## منتدى لاندمارك
تُعد دورة لاندمارك التحضيرية في منتدى لاندمارك الدورة التدريبية الافتراضية الأولى للمشاركين الجدد، وهي توفر أساسًا لجميع برامج لاندمارك الأخرى. يُعقد منتدى لاندمارك على مدار ثلاثة أيام متتالية بالإضافة إلى جلسة مسائية (عمومًا يوم الجمعة والسبت والأحد ومساء الثلاثاء). يبدأ كل يوم كامل في الساعة 9:00 صباحًا وينتهي عادة في حوالي الساعة 10:00 مساءً. تحدث الاستراحات كل ساعتين إلى 3 ساعات تقريبًا، مع استراحة عشاء لمدة 90 دقيقة. تمتد الجلسة المسائية عمومًا من الساعة 7:00 مساءً إلى الساعة 10:15 مساءً. يتراوح حضور المنتدى بين 75 و 250 شخصًا. ترتب لاندمارك الدورة كحوار يقدم فيه مدرّب المنتدى سلسلة من المقترحات ويشجّع المشاركين على التحدث لربط كيفية تطبيق هذه الأفكار على حياتهم الشخصية. يضع مدرّبو الدورة القواعد في بداية البرنامج، وتشجع لاندمارك المشاركين بقوة على عدم تفويت أي جزء من البرنامج. وتحث الحضور على أن يكونوا «قابلين للتدريب» وليسوا مراقبين فقط أثناء الدورة التدريبية.
تُقترح أفكار مختلفة للنظر فيها واستكشافها أثناء الدورة، وتشمل تلك الأفكار:
- يمكن أن يكون هناك اختلاف شاسع بين ما حدث بالفعل في حياة شخص ما، والمعنى أو التفسير الذي يكوّنه عنه.[13]
- السلوك الإنساني محكوم بحاجة نفسية لنبدو صالحين.[14]
- غالبًا ما يسعى الناس إلى 'يوم ما' خيالي من الرضا. [15]
- يوجِد الناس معنى لذواتهم لأنه «لا يوجد أحد متأصل في العالم».
- عندما يقدّم الناس شكاوى مستمرة مصحوبة بطرق ثابتة غير مثمرة للوجود والتصرف، يمكن «تغيير» ذلك من خلال عمل إبداعي ينشئ طرقًا جديدة تمامًا للوجود والتصرف، بدلاً من محاولة تغيير الذات مقارنة بالماضي.[16]

خلال الدورة، يُشجَّع المشاركون على الاتصال بالأصدقاء وأفراد الأسرة الذين يشعرون نحوهم بتوترات عالقة، وتحمّل مسؤولية سلوكهم.
تأتي الجلسة المسائية بعد الأيام الثلاثة المتتالية من الدورة وتكمل منتدى لاندمارك. خلال هذه الجلسة الأخيرة، يتبادل المشاركون المعلومات حول نتائجهم، ويصطحبون معهم الضيوف ليتعرّفوا على المنتدى.
تدفع شركات، مثل: باندا إكسبريس ولولوليمون أثلتيكا سابقًا، للموظفين وتشجعهم على المشاركة في منتدى لاندمارك.

## مفاهيم
تؤكد لاندمارك على أن هناك فرقًا بين الحقائق التي حدثت في الموقف، والمعنى أو التفسير أو القصة التي ترتبط بهذه الحقائق. وتقترح أن الناس يخلطون مرارًا وتكرارًا هذه الحقائق مع قصصهم الخاصة بهم بشأنها، ونتيجة لذلك، يكونون أقل فعالية أو يختبرون المعاناة في حياتهم.
تقترح لاندمارك بأن المعنى هو شيء يخترعه البشر في اللغة، وليس متأصلًا في الأحداث نفسها. لذلك، إذا غيّر الناس ما يقولونه، فيمكنهم تغيير المعنى الذي يربطونه بالأحداث، ويكونون أكثر فاعلية في التعامل معها.
تشير لاندمارك إلى أنه عندما يدرك الناس هذه المعاني المخترَعة، فإنهم يكتشفون أن الكثير مما افترضوا أنه يشكّل «هويتهم» هو في الواقع مجرد بناء اجتماعي محدود اختلقوه في المحادثات، استجابةً للأحداث التي وقعت في الماضي. من هذا الإدراك، يصيغ المشاركون في برامج لاندمارك وجهات نظر جديدة لما يرونه الآن ممكنًا. ثم يُدرَّبون على مشاركة هذه الآراء مع أفراد الأسرة والأصدقاء وزملاء العمل، بحيث تعيش الإمكانيات الجديدة في المجال الاجتماعي، وليس فقط في عقولهم. بمعنى آخر، تشير لاندمارك إلى أنه كلما زاد دعم البيئة الاجتماعية لأهداف الفرد، أصبح تحقيق تلك الأهداف أسهل. عندما تستخدم لاندمارك مصطلح «إمكانيات جديدة»، فإنها تفعل ذلك بطريقة مختلفة عن المعنى اليومي لشيء قد يحدث في المستقبل، فهي تستخدمه للإشارة إلى فرصة حالية للحدوث والعمل بطريقة مختلفة، بعيدًا عن أي تفسيرات من الماضي.

## التأثير
يصنّف بعض الكتّاب الأفكارَ الموجودة في برامج لاندمارك، وكذلك تلك الموجودة في سلف لاندمارك إي إس تي، على أنها من بين أكثر الأفكار تأثيرًا في تطوير صناعة التدريب الحديثة.
بعد الانتهاء من برنامج لاندمارك، بدأ غافين لاركين فعالية «هل أنت بخير؟»، وهو يوم وطني في أستراليا للتوعية بالاكتئاب ومنع الانتحار.
يتطلب برنامج لاندمارك للتعبير عن الذات والقيادة (SELP) من المشاركين الخوض بمشروع مجتمعي؛ أصبحت هذه المشاريع معترفًا بها على المستوى الوطني.
شارك موظفون من المنظمات التالية في برامج لاندمارك، وهي: ناسا وآبل ومايكروسوفت وغلاكسو سميثكلاين وريبوك وباندا إكسبريس.

## مواضيع ذات صلة
- طائفة
- تقنيات عمل الاستخبارات البشرية السرية